# Коновалова, Татьяна Ивановна
Татьяна Ивановна Коновалова (15 сентября 1951 — 12 июля 2005, Москва, Российская Федерация) — российский государственный деятель, член Совета Федерации Федерального Собрания Российской Федерации (2001—2005).

## Биография
Окончила Бухарский государственный педагогический институт им. С. Орджоникидзе, Новый юридический институт.
Работала заведующей отделом исполкома Бухарского городского Совета народных депутатов (Узбекская ССР); была заведующей отделом, затем — секретарем исполкома Красногвардейского районного Совета г. Москвы.
- 1989—1991 гг. — консультант организационного отдела Верховного Совета РСФСР,
- 1993—2003 гг. — советник Главного управления внутренней политики Администрации Президента РФ.

С 2001 г. — член Совета Федерации Федерального Собрания Российской Федерации от Собрания депутатов Ненецкого автономного округа. Входила в состав Комитета по делам Севера и малочисленных народов, Комитета по правовым и судебным вопросам. Занимала пост заместителя председателя Комиссии по методологии реализации конституционных полномочий Совета Федерации.
Скоропостижно скончалась 12 июля 2005 года.